# Alois Šebela
Alois Šebela (26. ledna 1880 Ruprechtov – 9. února 1942[zdroj?] Osvětim) byl český římskokatolický kněz, čestný kanovník kroměřížský, vikář, ředitel Vinařského družstva Unitas a vlastenec.

## Životopis

### Mládí
Narodil se do rodiny domkáře Aloise Šebely a Františky rozené Adlerové. Studoval na německém gymnáziu v Kroměříži, stejně jako později i jeho mladší bratr Josef. Po maturitě vstoupil v Olomouci na teologickou fakultu. Zde kromě vědomostí teologických na sebe upozornil jako předseda Literární jednoty bohoslovců. Dne 5. července 1902 byl olomouckým arcibiskupem Theodorem Kohnem vysvěcen na kněze. Krátce po vysvěcení vypomáhal jako novosvěcenec ve farnosti Otnice u svého strýce Františka Šebely.

### Kněz

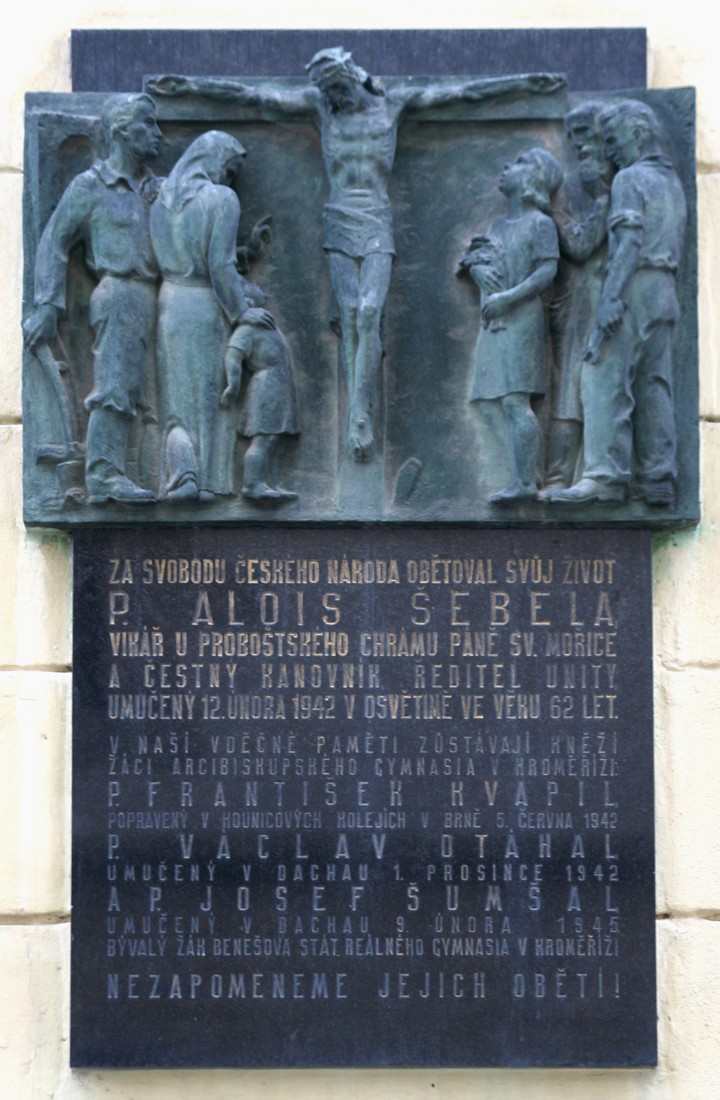
Pamětní deska Aloise Šebely v Kroměříži

Alois Šebela se narodil 26. ledna 1880 v Ruprechtově nedaleko Vyškova. Po středoškolských studiích v Kroměříži nastoupil do kněžského semináře v Olomouci a 5. července 1902 byl vysvěcen na kněze.
Na své první místo nastoupil P. Alois Šebela do farnosti Stará Ves u Rýmařova a v roce 1904 se stal farním vikářem v Kateřinkách u Opavy. Jak bylo tehdy běžné, mladý kněz se kromě obvyklých povinností věnoval také spolkové práci a byl v ní velmi úspěšný. Položil základy spolkového a politického života českých katolíků ve Slezsku tím, že v roce 1906 založil první skupinu Všeodborového sdružení křesťanského dělnictva ve Slezsku a v roce 1907 Katolický lidový spolek ve Slezsku.
V květnu 1908 byl P. Alois jmenován vikářem Kolegiátní kapituly u sv. Mořice v Kroměříži. Stal se tak jedním z nejbližších spolupracovníků probošta kapituly Dr. Antonína Cyrila Stojana. Vzdělaný a obratný řečník vnášel svým nadšením do života katolických spolků nové impulsy, později v nich zastával i vedoucí funkce. Byl zván jako řečník na schůze místních Katolických národních jednot, spolků křesťansko-sociálních a jiných, jejich členy vzdělával a motivoval k zodpovědné katolické práci.
K 1. únoru 1915 musel narukovat jako polní kurát a zúčastnil se bojů na italské frontě. K 1. červnu 1918 byl z armády ze zdravotních důvodů propuštěn a vrátil se do Kroměříže. Nezůstal stranou sílícího volání českého národa po politické samostatnosti. Když v úterý 29. října zpráva o novém státu dorazila do Kroměříže, patřil jako zástupce křesťansko-sociální strany k těm, kteří v celém kroměřížském okrese aktivně napomáhali převzetí moci.
Jako předseda Křesťansko-sociálního vzdělávacího spolku v Kroměříži organizoval P. Šebela v letech 1922–1924 stavbu Lidového domu, zapojil se do činnosti místní jednoty Orla, v letech 1918–1926 působil jako místopředseda Rolnické Zádruhy pro okres Kroměříž a okolí. V roce 1919 založil v Kroměříži Konzumní družstvo a jako předseda ho vedl až do roku 1924, podobně vzniklo v roce 1920 Stavební družstvo, ve kterém byl až do roku 1928 místopředsedou. Politicky se angažoval v nově vzniklé Československé straně lidové. V komunálních volbách v letech 1923 a 1927 byl zvolen za ČSL do zastupitelstva města Kroměříže a čtyři roky v něm působil jako předseda městské finanční komise.
Na počátku roku 1928 byl P. Alois Šebela jmenován farářem ve farnosti Jaktař u Opavy. S jaktařským farním společenstvím se zúčastnil I. eucharistického sjezdu ve dnech 26.–28. května 1928 v Opavě. O rok později v září 1929 oslavila farnost Jaktař pod jeho vedením na místní poměry velkolepým způsobem milénium smrti sv. Václava.
Do roku 1938 zvládl farář Šebela generální opravu fary, kostela i hřbitova, k prohloubení duchovního života farníků zavedl duchovní obnovy a v roce 1937 nabídl farnosti lidové misie. V závěru 30. let převzal na svá bedra organizaci tradičních Slezských poutí na Svatý Hostýn a na Velehrad, v roce 1938 patřil k hlavním organizátorům II. eucharistického sjezdu v Opavě.
Zapojil se také do činnosti ryze kněžských spolků. Byl členem Jednoty katolického duchovenstva olomoucké arcidiecéze a také svépomocného sdružení Unitas, založeného v roce 1924. Tento spolek vedl nejprve jako zástupce ředitele, od roku 1928 až do svého zatčení jako ředitel, a podle výsledků činnosti sdružení je nutno říci, že velmi úspěšně.
Po podpisu mnichovské dohody raději den před příchodem německých vojsk 8. října opustil svou farnost v zabraném území, odstěhoval se do Kroměříže a uchýlil se do soukromí. Na jaře 1941 byl jmenován čestným kanovníkem Kolegiátní kapituly sv. Mořice v Kroměříži.
V neděli 5. října 1941 byl P. Alois Šebela zatčen v rámci „Akce Kroměříž“ a 7. října převezen do věznice brněnského gestapa, kde byl vězněn bez soudu necelé čtyři měsíce.
Podle dochovaných svědectví spoluvězňů zde P. Šebela mimo jiné připravoval na poslední cestu řadu odsouzených. Pro všechny byl pevnou oporou jako statečný muž a ryzí kněz. Koncem ledna 1942 byl poslán do koncentračního tábora Osvětim. Stal se vězeňským číslem 26.268. V táboře přežil jen deset dní – zemřel již 9. února 1942. Urna s jeho popelem byla odeslána do Kroměříže a následně uložena do kněžského hrobu na kroměřížském hřbitově.
Jeho spoluvězeň Jaroslav Zatloukal mu v “Národní obrodě” po válce věnoval z vděčnosti vzpomínku:
| „ | Vzpomínám si často na jeho mše ve vězení o vánocích 1941. Byly to chvíle hlubokého ponoru, kdy za mřížemi u improvizovaného oltáře z lůžek a desek a při jedné hořící svíci klekal dav hladových a zbitých vězňů, aby pozvedli svou mysl k Bohu. Šálek nahradil nám zvonek, malá smrková větvička připomínala nám celé vánoce se slávou narození Krista. O kanovníku Šebelovi se utvořila legenda, že při spalování v Osvětimi se pozvedl a žehnal českému národu. | “ |

## Ocenění
Dne 19. prosince 1948 o 15. hodině v Kroměříži na Stojanově náměstí byla za přítomnosti J. Exc. pana arcibiskupa olomouckého Prof. PhDr. ThDr. Josefa K. Matochy odhalena a posvěcena pamětní deska mučedníkům P. Aloisi Šebelovi, P. Františku Kvapilovi, P. Václavu Otáhalovi a P. Josefu Šumšalovi. Pamětní deska je dílem akademického sochaře Sdružení výtvarných umělců moravských Stanislava Hlobila z Kojetína a je umístěna na budově kanovnického dvojdomu. V Ústředním seznamu kulturních památek České republiky je budova vedena pod číslem 46072/7-6009. V centrální evidenci válečných hrobů a pietních míst evidováno pod označením "CZE-7203-01478". Projev k odhalení desky přednesl profesor P. František Černý. Pietní slavnost byla zakončena v kostele svatého Mořice kázáním J. Exc. nejdůstojnějšího pana arcibiskupa Prof. PhDr. ThDr. Josefa K. Matochy a svatým požehnáním.
Na kroměřížském hřbitově byl na jeho památku umístěn kenotaf s jeho jménem. V Jaktaři je po něm pojmenovaná Šebelova ulice; roku 2022 mu tam byla odhalena pamětní deska.